# Estadi Olímpic Atatürk
L'Atatürk Olimpiyat Stadyumu (en català: Estadi Olímpic Atatürk) és un estadi multiús situat a la localitat d'İkitelli, en les proximitats d'Istanbul, a Turquia, i és el de major capacitat d'aquest país.

## Història
Dissenyat pels mateixos arquitectes de l'Stade de France, va ser construït per a la candidatura olímpica de Turquia i va costar prop de 130 milions de YTL (100 milions de $ / 82 milions d'euros).
Amb les seves 80.000 localitats i la seva mida olímpica va ser premiat amb les 5 estrelles de la UEFA, capacitant-lo per a albergar finals de les competicions de la UEFA. El rècord d'espectadors fou de 79.414 en un partit Galatasaray–Olympiacos, el 31 de juliol de 2002.
L'Atatürk ha organitzat diverses competicions europees d'atletisme. El Galatasaray va jugar els seus partits com a local durant la temporada 2003/2004, a causa de les dolentes condicions del seu propi camp, l'Ali Sami Yen, el que va ser criticat per altres equips. El Galatasaray va tornar al seu propi camp per a la temporada 2004/2005, encara que la conversió del seu feu en una instal·lació moderna està encara en procés, pel que durant la Lliga de Campions 2006-2007 va tornar a disputar els seus partits com a local a l'Atatürk.

### Esdeveniments
La final de la Lliga de Campions entre el Liverpool FC i l'AC Milan, que es va disputar el 25 de maig de 2005 es va jugar a aquest estadi. És un partit molt recordat pels afeccionats al futbol, ja que el Liverpool se'n va anar al descans amb un desavantatge de 0-3, però va aconseguir una de les remuntades més importants d'aquesta competició, marcant 3 gols en 6 minuts fins a empatar a 3. El partit es va decidir a la tanda de penals a favor del Liverpool. La final de la Lliga de Campions de 2020 també s'havia de disputar en aquest estadi, el 30 de maig de 2020. Tanmateix, la final es va ajornar a causa de la pandèmia de COVID-19 a Europa i posteriorment traslladada fins a l'Estádio da Luz, Lisboa. S'havia d'organtizar la final de la temporada següent, però la UEFA va traslladar-la el 13 de maig de 2021 a causa de la pandèmia de la COVID-19 a Turquia.